# Oppositioneel-opstandige gedragsstoornis
Een oppositioneel-opstandige gedragsstoornis (Engels: Oppositional defiant disorder, ODD) is een psychische aandoening die in de Diagnostic and Statistical Manual of Mental Disorders (DSM) is ingedeeld bij de ontwikkelingsstoornissen.
Kinderen met deze aandoening zijn ongehoorzaam, driftig, houden zich vaak niet aan de regels en hebben meerdere problemen in de sociale omgang, vooral met volwassenen, maar soms ook met leeftijdsgenoten. De aandoening is te vergelijken met de antisociale gedragsstoornis, maar hoewel het kind ook opstandig en eigengereid is, zijn de symptomen over het algemeen iets milder van aard.
Regelmatig is er sprake van comorbiditeit, dat wil zeggen dat de aandoening samengaat met andere psychische aandoeningen, bijvoorbeeld ADHD, autisme of een reactieve hechtingsstoornis, waardoor de diagnose niet eenvoudig te stellen is. Zo overlappen bijvoorbeeld de symptomen van een oppositioneel-opstandige gedragsstoornis en ADHD. Bij ODD ligt de nadruk echter meer op agressiviteit en bij ADHD op impulsiviteit.

## DSM-5-criteria
De vijfde editie van de Diagnostic and Statistical Manual of Mental Disorders (DSM-5) geeft de volgende criteria voor de oppositioneel-opstandige gedragsstoornis:
A. Er bestaat gedurende minimaal zes maanden een patroon van argumentatief en uitdagend gedrag of wraakzucht in combinatie met een boze of prikkelbare stemming, waarbij is voldaan aan ten minste vier van de criteria:
Boze / gespannen stemming
1. Heeft regelmatig driftbuien.
2. Is vaak prikkelbaar, gespannen, lichtgeraakt of gemakkelijk geïrriteerd.
3. Is vaak boos en wrokkig.
Argumentatief / opstandig gedrag
4. Heeft vaak ruzie met gezagsdragers.
5. Weigert te voldoen aan 'verzoeken' (opdrachten of regels) van gezagsdragers.
6. Ergert anderen opzettelijk.
7. Geeft anderen de schuld voor zijn of haar wangedrag en fouten.
Wraakzuchtig
8. Is ten minste tweemaal wraakzuchtig geweest in de afgelopen zes maanden.
B. De stoornis veroorzaakt problemen in de sociale omgang met anderen, op school en later op het werk.
C. Het gedrag komt niet uitsluitend voor tijdens het beloop van een psychose, middelengebruik, depressie of een bipolaire stoornis.
D. Er is niet voldaan aan de criteria voor 'Stemmingsstoornis' of 'Antisociale persoonlijkheidsstoornis'.

### Ernst
Mild: De symptomen komen tot uiting in één levensgebied, bijvoorbeeld alleen op school, maar niet thuis, in de omgang met anderen of op het werk.
Gematigd: Sommige symptomen zijn aanwezig op twee levensgebieden.
Ernstig: Sommige of alle symptomen zijn aanwezig op drie of alle levensgebieden van de persoon.

## Volwassenheid
In de vroege volwassenheid kan de aandoening gepaard gaan met depressies en alcoholmisbruik. ODD neemt meestal af tussen het achttiende en 23e levensjaar.